# Ionel Stoiț
Ionel Stoiț este un scriitor român din Banatul sârbesc.

## Biografie
S-a născut la data de 5 iulie 1952 la Torac.